# Gacell Laboratories
Gacell Laboratories (senare Ethical Pharmaceutical Sweden, Amarin Development respektive WP Development) var ett svenskt läkemedelsföretag verksamt i Malmö och Arlöv. 
Företaget bildades 1985 av Leo Läkemedel AB som en avknoppning från Ferrosan. Gacell fusionerades 1993 med Ethical Holdings plc (och fick som resultat av detta namnet Ethical Pharmaceutical Sweden), som 1998 förvärvades av irländska Elan plc. Företaget hotades 1998 av konkurs, men räddades av att brittiska Amarin Corporation gick in och köpte företaget, vilket nu fick namnet Amarin Development. I november 2003 sålde Amarin Corrporation företaget vidare till amerikanska bolaget Watson Pharmaceuticals med nytt namnbyte till WP Development som följd. Ägarbytet sågs då som en ljusning för företaget som länge dragits med förluster och nya forskare rekryterades. Endast drygt två år senare, våren 2006, valde Watson dock att lägga ned verksamheten efter att man förvärvat ett motsvarande företag i USA. 
Gacell utvecklade från början egna läkemedel, men övergick i början av 2000-talet helt till att specialisera sig på att tillverka en form av patenterade tabletter för inkapsling och frigörande av aktiva substanser från andra tillverkare.